# Cornelia Supera
Gaia Cornelia Supera (fl. 253) fu la moglie dell'imperatore romano Emiliano, nonché augusta dell'Impero romano.
Dopo la caduta del marito, i due augusti vennero sottoposti a damnatio memoriae, e i loro nomi cancellati dalle epigrafi.